# Augustin Karel Andrle Sylor
Augustin Karel Andrle Sylor (25. října 1946 Náchod – 15. dubna 2021 Vysoké Mýto) byl český politik a pedagog, v letech 2013 až 2017 poslanec Poslanecké sněmovny Parlamentu České republiky zvolený jako nestraník za hnutí Úsvit, bývalý zastupitel města Vysokého Mýta.
Augustin Andrle používal dvě jména a dvě příjmení podle matričního zákona,
vzhledem na svou rodovou návaznost k rakouskému příjmení von Sylor.

## Život
Augustin Andrle se narodil v Náchodě, ale celý život žil ve Vysokém Mýtě, kde v roce 1965 absolvoval střední školu. Následně vystudoval Fakultu tělesné výchovy a sportu a Přírodovědeckou fakultu Univerzity Karlovy v Praze, promoval v roce 1970. V roce 1983 navíc složil rigorózní zkoušku a získal tak titul PaedDr.
V letech 1970 až 1973 působil jako učitel na tehdejším Středním odborném učilišti strojírenském Karosa ve Vysokém Mýtě. V roce 1973 mu byla z politických důvodů zakázána pedagogická činnost a až do roku 1980 vykonával dělnické profese – kopáč, hromosvodář, zámečník a svářeč, často jako nádeník.
Následně pracoval jako trenér, učitel plavání a ředitel Plavecké školy ve Vysokém Mýtě. V roce 1990 byl rehabilitován.
Jakožto trenér reprezentace juniorů ČR vychoval řadu reprezentantů a získal s nimi přes 550 medailí. Jako první na světě v letech 1992 až 1996 přeplaval úžiny Gibraltar, Suez a Bospor, které oddělují jednotlivé kontinenty.
Vydal několik historických knih o Vysokém Mýtě a okolí (např. Osobnosti Vysokého Mýta 1310–2001 nebo Města a obce Vysokomýtska). Angažoval se při dokončení oprav kostela v obci Radhošť na Orlickoústecku a kostela sv. Petra a Pavla ve Slatině u Vysokého Mýta V roce 2012 navíc dokončil sbírku na sochu krále Přemysla Otakara II., která stojí ve Vysokém Mýtě.
V roce 2015 započal realizaci sousoší královny Elišky Přemyslovny a jejího syna mladého Václava (Karla IV.), které bylo slavnostně odhaleno 28. listopadu 2016 místopředsedou vlády Andrejem Babišem a vedením Univerzity Karlovy. Byl také velitelem Komendy Svaté Zdislavy sjednocené maltsko-pařížské obedience Vojenského a špitálního řádu sv. Lazara Jeruzalémského. Pro tento řád získal ostatky sv. Zdislavy z Lemberka, které budou uloženy v kostele sv. Jiří v Radhošti Založil Nadační fond Elišky Přemyslovny a každoročně uděloval Řád Elišky Přemyslovny ženám působícím v charitativní oblasti
Augustin Andrle měl čtyři děti, syny Richarda a Ondřeje a dcery Gabrielu a Kláru. Manželka onemocněla schizofrenií a rodinu opustila.
Augustin Andrle se ve věci diskriminace na základě rozdílného věku odchodu do důchodu mezi ženami a muži obrátil žalobou na Ústavní soud a Evropský soud pro lidská práva ve Štrasburku. V roce 1998, tedy ve věku 57 let, požádal jako muž o dřívější starobní důchod, s ohledem na počet jím vychovaných dětí, protože ženám se tato věková hranice ze zákona snižuje. Rozhodující orgán ČSSZ takovou žádost odmítl a určil mu věk 61 let. Odvolání a následné žaloby pro nerovné zacházení nebyly úspěšné, Evropský soud pro lidská práva ve svém zdůvodnění z roku 2011, v kontextu nynější doby, rozdílné zacházení nespatřil.

## Politické působení
Do politiky vstoupil, když byl v komunálních volbách v roce 2006 zvolen jako člen ČSSD za tuto stranu do zastupitelstva města Vysokého Mýta.
Zároveň byl i kandidátem ČSSD na pozici starosty města, ale tuto funkci nezískal. Post zastupitele města se pokusil obhájit v komunálních volbách v roce 2010 jako nestraník za SPOZ, ale neuspěl, strana se do zastupitelstva nedostala.
Ve volbách do Poslanecké sněmovny PČR v roce 2013 kandidoval jako nestraník za hnutí Úsvit přímé demokracie Tomia Okamury z pozice lídra v Pardubickém kraji a byl zvolen poslancem. Byl místopředsedou Výboru pro vědu, vzdělání, kulturu mládež a tělovýchovu, členem Podvýboru pro přípravu návrhů na propůjčení nebo udělení státních vyznamenání, místopředsedou Podvýboru pro heraldiku a vexilologii, členem Podvýboru pro kulturu, člen Podvýboru pro mládež a sport. Prosazoval povinnou plaveckou výuku pro žáky základních škol.
Ve volbách do Poslanecké sněmovny PČR v roce 2017 již nekandidoval. Ve volbách do Senátu PČR v roce 2018 kandidoval jako nestraník za Korunu Českou (monarchistickou stranu Čech, Moravy a Slezska) v obvodu č. 44 – Chrudim. Se ziskem 0,36 % hlasů skončil na posledním 14. místě.
Hlásil se k monarchistickému přesvědčení, v rozhovoru v roce 2013 uvedl, že jeho snem je, že se Česká republika opět vrátí k historickým kořenům a stane se českým královstvím jako demokratická, parlamentní monarchie západoevropského typu.